# Ghada Chreim Ata
Ghada Chreim Ata (arabisch غادة شريم, DMG Ġāda Šuraym) ist eine libanesische Hochschullehrerin. Von Januar bis August 2020 war sie Ministerin für Vertriebene im Kabinett Diab.

## Leben und Wirken
Chreim Shreim erwarb den Doktor der französischen Literatur und war Dozentin für Französische Literatur an der Libanesischen Universität Beirut. Sie leitete den Fachbereich Lettres et des Sciences humaines (Sektion IV). Des Weiteren war sie Supervisorin der Zeitschrift Fairuz-Dar as-sayyad. Daneben setzt sich Chreim für die Beteiligung von Frauen am politischen Leben, für Menschenrechte und für soziale Gerechtigkeit ein. Sie betreibt einen Blog über Frauen in der Politik. Sie ist griechisch-katholisch und steht dem Staatsoberhaupt Aoun und der Freien Patriotischen Bewegung nahe.
Am 21. Januar 2020 wurde sie, als Vertreterin der griechisch-katholischen Bevölkerungsgruppe und auf Vorschlag von Staatspräsident Michel Aoun und der Freien Patriotischen Bewegung, zur Ministerin für Vertriebene im Kabinett von Hassan Diab ernannt.
Nach dem Rücktritt von Hassan Diab als Ministerpräsident am 10. August 2020 blieb die Ministerin bis zur Bildung eines neuen Kabinetts geschäftsführend im Amt.